# 托马斯·考西
托马斯·考西 （英語：Thomas Causey，1949年12月5日—），美国音频工程师。他因电影至尊神探提名奥斯卡最佳音响效果奖。

## 部分影视作品
- 至尊神探 (1990)[1]